# Types de nationalisme
 (juillet 2023).
Si vous disposez d'ouvrages ou d'articles de référence ou si vous connaissez des sites web de qualité traitant du thème abordé ici, merci de compléter l'article en donnant les références utiles à sa vérifiabilité et en les liant à la section « Notes et références ».
 (juillet 2023).
Parmi les spécialistes du nationalisme, un certain nombre de types de nationalisme ont été présentés. Le nationalisme peut se manifester comme faisant partie de l'idéologie officielle de l'État ou comme un mouvement populaire non étatique et peut s'exprimer selon des critères civiques , ethniques , culturels , linguistiques, religieux ou idéologiques. Ces auto-définitions de la nation sont utilisées pour classer les types de nationalisme. Cependant, ces catégories ne sont pas mutuellement exclusives et de nombreux mouvements nationalistes combinent tout ou partie de ces éléments à des degrés divers. Les mouvements nationalistes peuvent également être classés selon d'autres critères, tels que l'échelle et la localisation.

## Nationalisme ethnique
Le nationalisme ethnique définit la nation en termes d'ethnicité, qui inclut toujours un élément de descendance des générations précédentes, c'est-à-dire la génophilie. Il comprend également des idées d'une culture partagée entre les membres du groupe et avec leurs ancêtres, et généralement une langue partagée. L'appartenance à la nation est héréditaire. L'État tire sa légitimité politique de son statut de patrie du groupe ethnique, et de son devoir de protéger le groupe en partie national et de faciliter sa vie familiale et sociale, en tant que groupe. Les idées d'ethnicité sont très anciennes, mais le nationalisme ethnique moderne a été fortement influencé par Johann Gottfried von Herder, qui a promu le concept de Volk, et Johann Gottlieb Fichte. Le théoricien Anthony D. Smith utilise le terme «nationalisme ethnique» pour les concepts non occidentaux du nationalisme, par opposition aux visions occidentales d'une nation définie par son territoire géographique. Le terme «ethnonationalisme» est généralement utilisé uniquement en référence aux nationalistes qui épousent une idéologie explicite dans ce sens le «nationalisme ethnique» est le terme le plus générique et utilisé pour les nationalistes qui ont ces croyances de manière informelle, instinctive ou non systématique. La forme péjorative des deux est le «nationalisme ethnocentrique» ou le «nationalisme tribal», bien que le «nationalisme tribal» puisse avoir une signification non péjorative lorsqu'il s'agit de nationalismes africains, amérindiens ou autres qui affirment ouvertement une identité tribale.
Yael Tamir a fait valoir que les différences entre le nationalisme ethnique et civique sont floues.

## Nationalisme libéral
Le nationalisme libéral est une sorte de nationalisme défendu récemment par des philosophes politiques qui croient qu'il peut y avoir une forme de nationalisme non xénophobe compatible avec les valeurs libérales de liberté, de tolérance, d'égalité et de droits individuels.
Les nationalistes libéraux défendent souvent la valeur de l'identité nationale en disant que les individus ont besoin d'une identité nationale pour mener une vie significative et autonome et que les politiques démocratiques libérales ont besoin d'une identité nationale pour fonctionner correctement.

## Nationalisme culturel
Le nationalisme culturel définit la nation par une culture partagée. L'appartenance (l'état d'être membre) à la nation n'est ni entièrement volontaire (vous ne pouvez pas acquérir instantanément une culture), ni héréditaire (les enfants des membres peuvent être considérés comme des étrangers s'ils ont grandi dans une autre culture). Pourtant, une culture traditionnelle peut être plus facilement intégrée dans la vie d'un individu, surtout si l'individu est autorisé à acquérir ses compétences à un stade précoce de sa propre vie.

## Nationalisme expansionniste
Le nationalisme expansionniste est une forme radicale agressive de nationalisme ou de nationalisme ethnique (ethnonationalisme) qui intègre une conscience ethnique autonome et accrue et des sentiments patriotiques avec des peurs et des haines ataviques axées sur « l'autre » ou les peuples étrangers, encadrant une croyance en l'expansion ou la récupération de territoires anciennement possédés par des moyens militaristes,,.

## Nationalisme linguistique
Le projet de loi 101 est une loi de la province de Québec au Canada définissant le français, langue de la majorité de la population, comme langue officielle du gouvernement provincial. D'autres formes de nationalisme linguistique sont le mouvement anglophone uniquement qui préconise l'utilisation de la langue anglaise uniquement dans les pays anglophones tels que les États-Unis ou l'Australie.

## Nationalisme romantique
Le nationalisme romantique, également connu sous le nom de nationalisme organique et de nationalisme identitaire, est la forme de nationalisme, parfois ethnique mais aussi culturel dans laquelle l'État tire sa légitimité politique en tant que conséquence et expression naturelles ("organiques") de la nation, de la race ou de l'ethnicité. Il reflétait les idéaux du romantisme et s'opposait au rationalisme des Lumières. Le nationalisme romantique a mis l'accent sur une culture ethnique historique qui rencontre l'idéal romantique ; le folklore s'est développé comme un concept nationaliste romantique. Les frères Grimm se sont inspirés des écrits de Herder pour créer une collection idéalisée de contes qu'ils ont qualifiés d'ethniquement allemands. L'historien Jules Michelet illustre l'histoire romantique-nationaliste française.

## Nationalisme post-colonial
Depuis le processus de décolonisation qui s'est produit après la Seconde Guerre mondiale, il y a eu une montée des nationalismes du tiers-monde. Les nationalismes du tiers monde se produisent dans les nations qui ont été colonisées et exploitées. Les nationalismes de ces nations se sont forgés dans une fournaise qui a nécessité la résistance à la domination coloniale pour survivre. En tant que telle, la résistance fait partie intégrante de ces nationalismes et leur existence même est une forme de résistance aux intrusions impérialistes. Le nationalisme du tiers-monde tente de s'assurer que les identités des peuples du tiers-monde sont rédigées principalement par eux-mêmes, et non par les puissances coloniales.
Des exemples d'idéologies nationalistes du tiers-monde sont le nationalisme africain et le nationalisme arabe. D'autres mouvements nationalistes importants dans le monde en développement ont inclus le nationalisme indien, le nationalisme chinois et les idées de la révolution mexicaine et de la révolution haïtienne. Les idées nationalistes du tiers monde ont été particulièrement influentes parmi les gouvernements élus en Amérique du Sud.